# Порт Гарачико

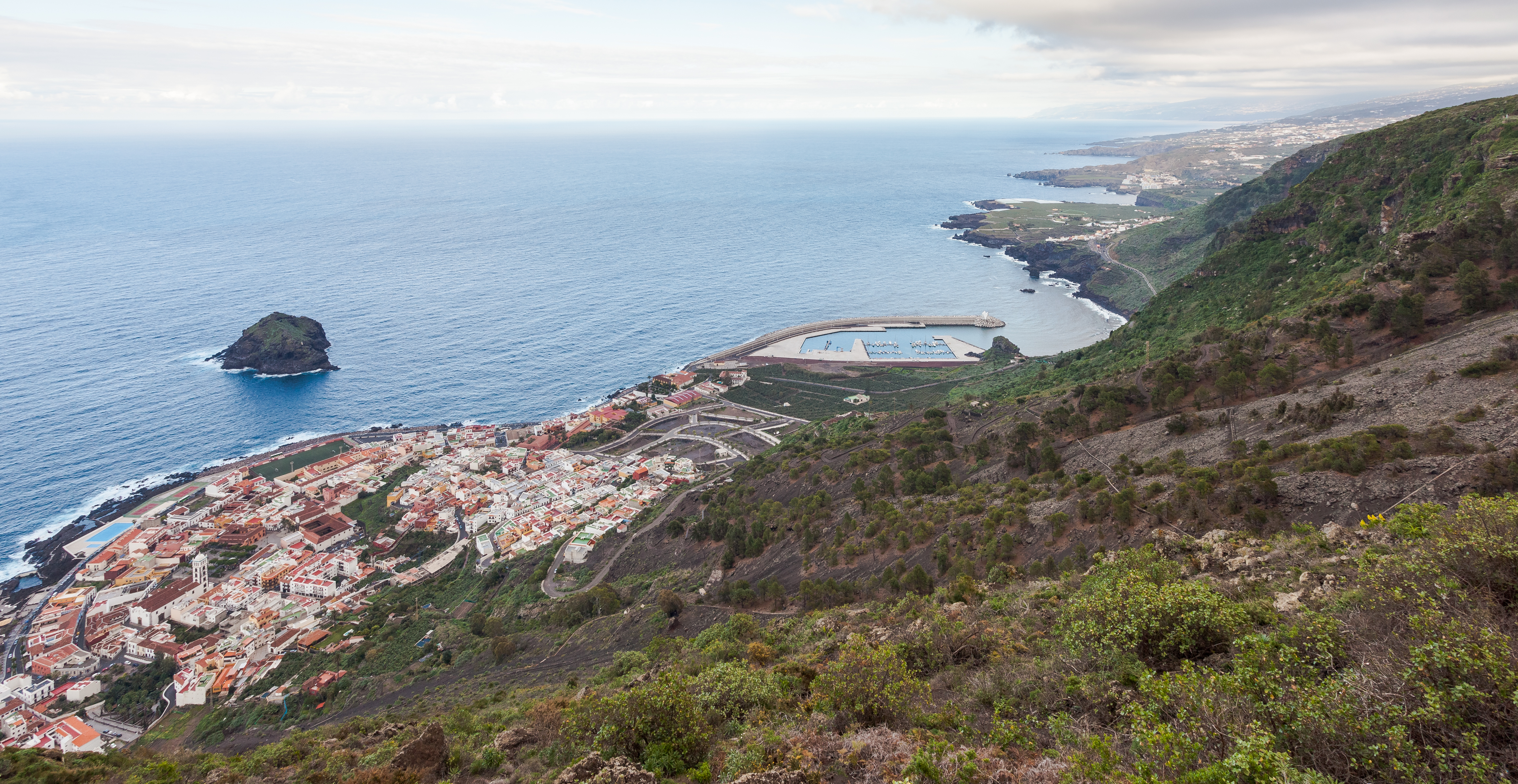
Порт Гарачико

Порт Гарачико — порт в муниципалитете Гарачико на севере острова Тенерифе Канарских островов. Подведомствен Управлению порта Санта-Крус-де-Тенерифе.

## История
Между XVII и XVIII веками Порт Гарачико был наиболее важным портом острова Тенерифе, через него велся регулярный товарооборот с Америкой и Европой. В 1706 году после извержения вулкана Тревехо был полностью разрушен, что негативно сказалось на экономике муниципалитета.
В 2012 году на месте разрушенного порта был построен новый порт

## Характеристики
Порт имеет около 160 причалов на понтонах для спортивных лодок длиной до 15 метров. Защиту от волостного обеспечивает 650-метровая дамба